# Culinária do Saara Ocidental

Localização do Saara Ocidental

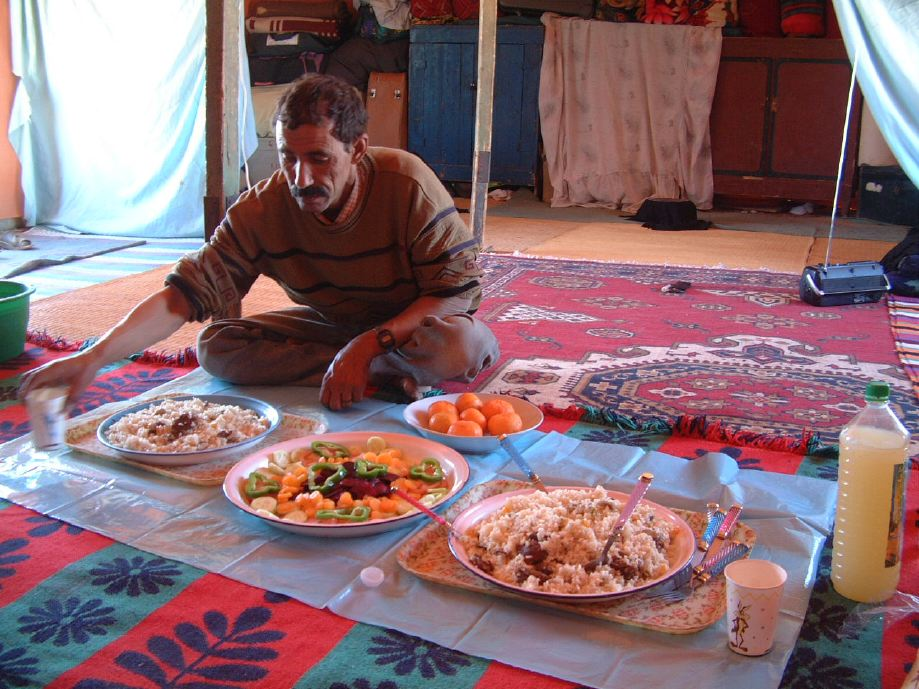
Cozinha saharaui

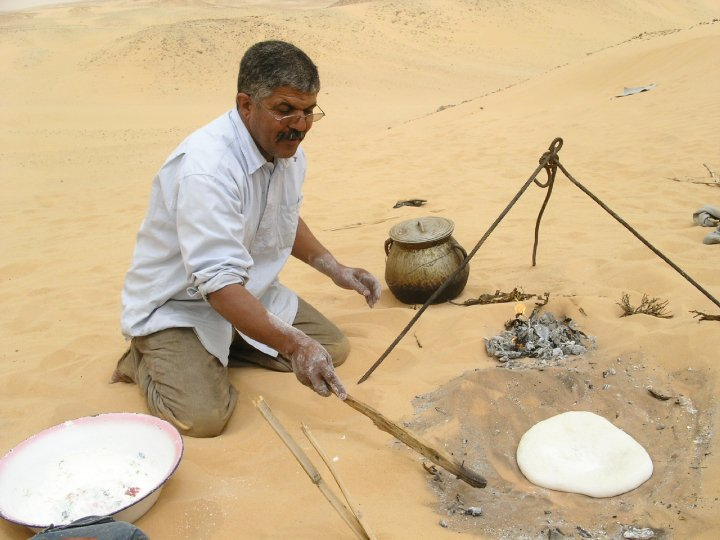
Pão saharaui

A culinária do Saara Ocidental compreende a culinária do Saara Ocidental, um território disputado na região do Magrebe do Norte da África, que faz fronteira com o Marrocos ao norte, a Argélia ao extremo nordeste, a Mauritânia a leste e sul e o Oceano Atlântico a oeste. A cozinha ocidental saariana tem várias influências, visto que a população dessa zona (saharaui), na sua maior parte, é de origem árabe e berbere. A culinária saharaui também é influenciada pela cozinha espanhola devido à colonização espanhola.
Os alimentos são importados principalmente para o Saara Ocidental, já que chuvas mínimas no território inibem a produção agrícola. As fontes indígenas de alimentos incluem aqueles derivados da pesca e do pastoralismo nômade. O trabalho e os negócios nessas provisões indígenas de alimentos também são os principais contribuintes de renda para a população do território e estão entre os principais contribuintes para a economia do Saara Ocidental.
Um alimento básico importante é o cuscuz, que muitas vezes acompanha de uma forma ou de outra todos os pratos. As influências da culinária sulista fazem com que eles consumam o amendoim como acompanhamento de alguns pratos.
Para a carne, os saharauis preferem o camelo e a cabra; não se come carne de porco, porque não é halal. O cordeiro também ocupa lugar de destaque. Algumas tribos são famosas pelo cultivo de trigo, cevada e cereais em geral.
Algumas frutas e vegetais são cultivados em oásis espalhados pelo território. 
Desde 2012, toda a atividade econômica e comércio no Saara Ocidental é governado pelo governo de Marrocos. 

## Comidas e pratos comuns
Sendo quase inteiramente nômade, a dieta das tribos do Saara baseava-se principalmente em carne, leite e derivados. As tribos costeiras adicionaram a esta dieta pratos de peixe, arroz e assim por diante.
- Cuscuz, pasta de farinha, com carne e vegetais[2][3]
- Tajín, carne de camelo[4][5][6]
  - Feito exclusivamente de dromedários
- Carne de cabra[5]
- A meifrisa é um prato tradicional da região.[7] É um guisado preparado com carne de coelho, cordeiro ou camelo, cebola e alho, servido sobre pão ázimo cozido na areia.[7]
- Ezzmit, cereais.
- El aych, cereais com leite.
- Arroz con pescado.
- Vários tipos de assados.

## Bebidas

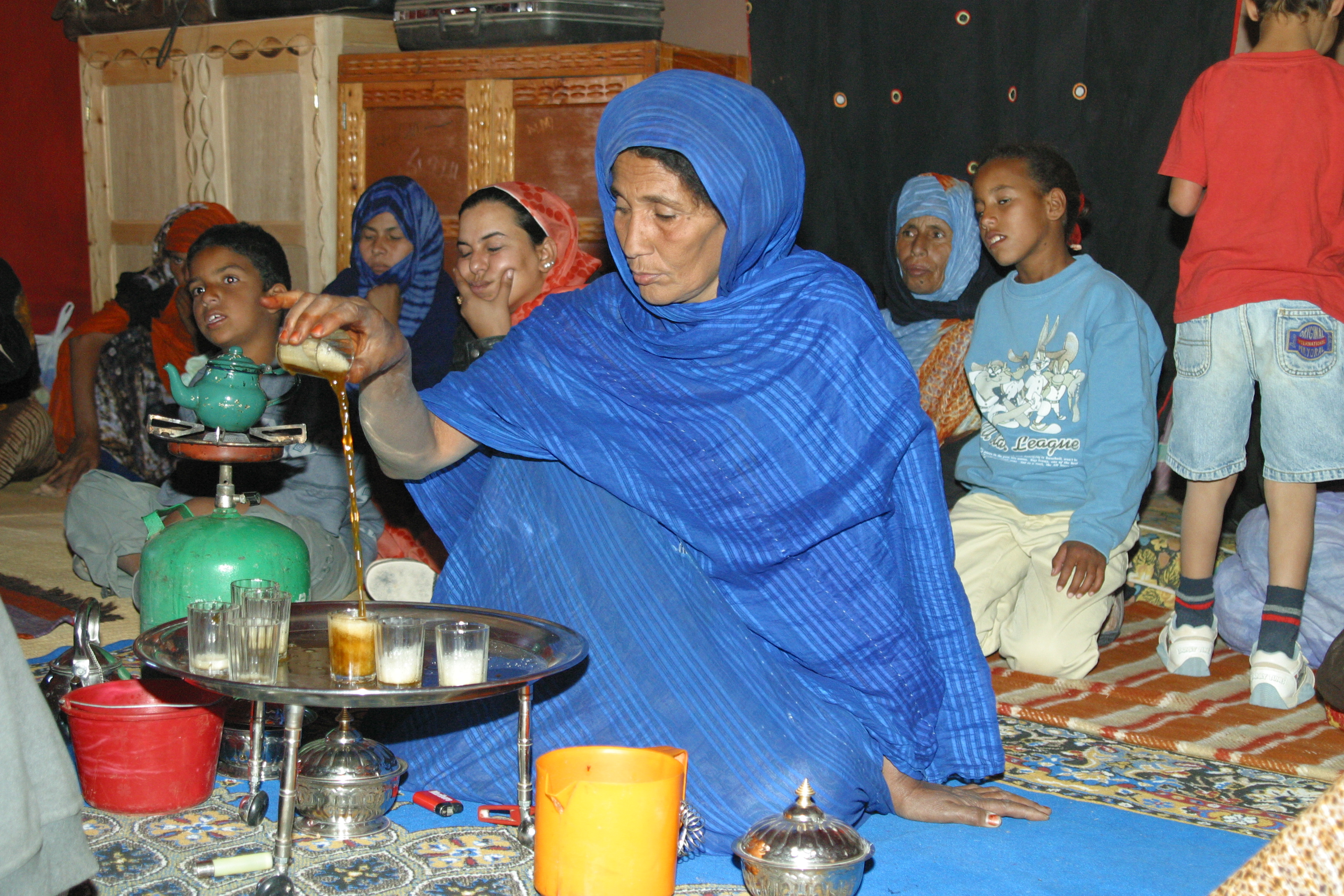
Chá saharaui

- É muito comum a ingestão de chá. O chá é mais do que uma bebida para o povo saharaui. É uma forma de se encontrar com amigos e familiares para compartilhar momentos de conversa e amizade.

Geralmente há um ritual, no qual são retirados três porções. A esse respeito, há um comentário popular: "O primeiro copo de chá é amargo como a vida, o segundo é doce como o amor e o terceiro é macio como a morte."
- Leite de camelo[8]
  - ordenhada exclusivamente de dromedários
- Leite de cabra[9]